# Grattavache

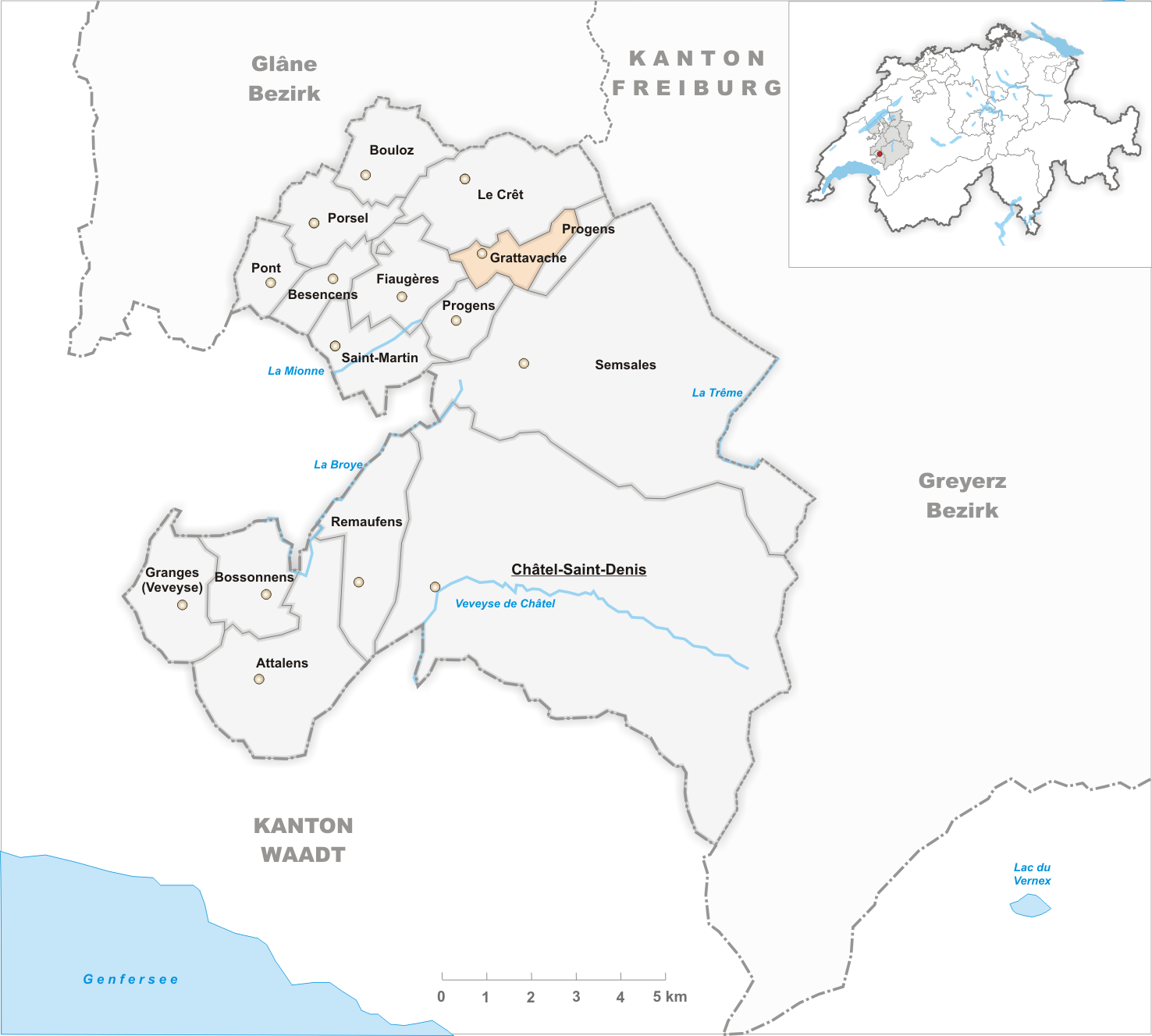
Gemeindestand vor der Fusion am 1. Januar 2004

Grattavache (frz. [gʀatavaʃ]; fpr. [(a) grɒtaˈvaʦ], Grâtavatseⓘ) ist eine Streusiedlung und früher selbständige politische Gemeinde im Vivisbachbezirk des Schweizer Kantons Freiburg. Seit 2004 gehört Grattavache  zur neuen Gemeinde La Verrerie.

## Geographie
Grattavache liegt auf 812 m ü. M., elf Kilometer westsüdwestlich von Bulle (Luftlinie). Das Dorf erstreckt sich in der Talniederung der Mionna, nahe der Einmündung des Baches Lavau, im Molassehügelland der Haute-Veveyse im südwestlichen Freiburger Mittelland, nahe dem Alpennordrand. Die ehemalige Gemeindefläche betrug rund 2,2 km². Der frühere Gemeindeboden umfasste die Talmulde der Mionna und deren Quellgebiet und reichte über die leicht gewellte Hochfläche (bis 860 m ü. M.) nach Nordosten bis in den Einzugsbereich der Sionge.

## Bevölkerung
Mit 236 Einwohnern (2002) zählte Grattavache vor der Fusion zu den kleinen Gemeinden des Kantons Freiburg. Die Gemeinde hatte 1900 215 Einwohner, 1980 nach starker Abwanderung nur noch 134 Einwohner. Danach wurde durch den Bau eines neuen Wohnquartiers (Les Aubépins) wieder eine deutliche Bevölkerungszunahme verzeichnet. Zur Streusiedlungsgemeinde Grattavache gehörten auch mehrere Hofsiedlungen und Einzelhöfe.
Einwohnerzahlen: Volkszählungsdaten

## Wirtschaft
Grattavache war bis in die zweite Hälfte des 20. Jahrhunderts ein vorwiegend durch die Landwirtschaft geprägtes Dorf. Durch die Wasserkraft des Baches Lavau wurden früher Mühlen betrieben. Noch heute haben die Milchwirtschaft, die Viehzucht und in geringerem Mass der Ackerbau einen wichtigen Stellenwert in der Erwerbsstruktur der Bevölkerung. Weitere Arbeitsplätze sind im lokalen Kleingewerbe und im Dienstleistungssektor vorhanden, unter anderem in Betrieben der Holzverarbeitung und in einer Seilerei. In den letzten Jahrzehnten hat sich Grattavache auch zu einer Wohngemeinde entwickelt. Viele Erwerbstätige sind deshalb Wegpendler, die hauptsächlich in den Regionen Bulle und Oron arbeiten.

## Verkehr
Das Dorf liegt abseits der grösseren Durchgangsstrassen an einer Verbindungsstrasse von Semsales nach Le Crêt. Der nächste Anschluss an die Autobahn A12, die seit 1981 von Bern bis Vevey durchgehend geöffnet ist, befindet sich rund 6 km vom Ortskern entfernt. Durch die Buslinien der Transports publics Fribourgeois, die von Châtel-Saint-Denis und Romont nach La Verrerie verkehren, ist Grattavache an das Netz des öffentlichen Verkehrs angebunden.

## Geschichte
Die erste sichere urkundliche Erwähnung des Ortes Gratavache stammt aus dem Jahre 1668; der Name ist eine Verbindung zweier Wörter, von denen das hintere frz. vache ‚Kuh, Rind‘ entspricht, das vordere mit frz. gratter ‚kratzen‘ in Verbindung gebracht wird.
Seit dem Mittelalter war Grattavache Teil der savoyischen Kastlanei Rue. Als Bern 1536 das Waadtland eroberte, kam das Dorf unter die Herrschaft von Freiburg und wurde der Vogtei Rue zugeordnet. Nach dem Zusammenbruch des Ancien Régime (1798) gehörte Grattavache während der Helvetik und der darauf folgenden Zeit zum damaligen Bezirk Rue, bevor es 1848 in den Bezirk Veveyse eingegliedert wurde. Grattavache besitzt keine eigene Kirche, es gehörte bis 1665 zur Kirchgemeinde Saint-Martin, seither zur Pfarrei Le Crêt.
Im Rahmen der vom Kanton Freiburg seit 2000 geförderten Gemeindefusionen votierten die Stimmberechtigten von Grattavache im September 2003 mit einer Ja-Mehrheit von 97 % für die Fusion ihrer Gemeinde mit Le Crêt und Progens. Mit Wirkung auf den 1. Januar 2004 entstand deshalb die Gemeinde La Verrerie, die nach der ehemaligen Glashütte benannt wurde.